# Beautiful Freak
Beautiful Freak (1996) è il primo album della band Eels, band del musicista Mark Oliver Everett.
L'album è stato pubblicato dalla DreamWorks Records e contiene un interessante mix di generi lo-fi, rock e pop. "My Beloved Monster" è stata inserita nella colonna sonora di Shrek. Vi si scorgono influenze hip hop e grunge. I due musicisti ufficialmente appartenenti alla "band" per questo album sono il batterista Butch Norton e il bassista Tommy Walter.

## Tracce
1. Novocaine for the Soul (Mark Everett/Mark Goldenberg) – 3:08
2. Susan's House (Mark Everett/Jim Jacobsen/Jim Weatherly) – 3:43
3. Rags to Rags (Mark Everett) – 3:53
4. Beautiful Freak (Mark Everett) – 3:34
5. Not Ready Yet (Mark Everett/Jon Brion) – 4:46
6. My Beloved Monster (Mark Everett) – 2:13
7. Flower (Mark Everett/Jim Jacobsen) – 3:38
8. Guest List (Mark Everett) – 3:13
9. Mental (Mark Everett) – 4:01
10. Spunky (Mark Everett) – 3:11
11. Your Lucky Day in Hell (Mark Everett/Mark Goldenberg) – 4:28
12. Manchild (Mark Everett/Jill Sobule) – 4:05